# Bethania (Carolina del Norte)
Bethania es un pueblo ubicado en el condado de Forsyth en el estado estadounidense de Carolina del Norte. En el año 2000 tenía una población de 354 habitantes y una densidad poblacional de 189,2 personas por km².

## Geografía
Bethania se encuentra ubicado en las coordenadas 36°11′4″N 80°20′5″O / 36.18444, -80.33472.

## Demografía
Según la Oficina del Censo en 2000 los ingresos medios por hogar en la localidad eran de $51.875, y los ingresos medios por familia eran $55.357. Los hombres tenían unos ingresos medios de $45.500 frente a los $27.813 para las mujeres. La renta per cápita para la localidad era de $25.702. Alrededor del 7.3% de las familias y del 8.3% de la población estaban por debajo del umbral de pobreza.